# Fairchild 71
Dimensions
Le Fairchild 71 est un avion de transport de passagers servant aussi d'avion-cargo. Il est désigné par l'USAAC comme C-8.

## Variantes
Fairchild 71
Version de production initiale
Fairchild 71A
Version de production avec une courbure de l'aile et un intérieur amélioré
Fairchild 71C
Version produite au canada
Fairchild 71-CM
Version produite au canada avec un revêtement métallique du fuselage.
Fairchild Super 71
Version hydravion à flotteurs avec un nouveau fuselage et une plus grande envergure
Fairchild 51/71
Version produite au canada avec les ailes du Model 51 et le fuselage du Model 71

### Désignations militaires
XC-8
Un prototype Fairchild 71, plus tard désigné XF-1
YF-1
8 appareils d'essai, plus tard désignés C-8
YF-1
8 Fairchild 71 pour évaluation avec sept places, plus tard désignés C-8A
F-1A
Version de production (Fairchild 71A), six construits et désignés plus tard C-8A
J2Q-1
Un Fairchild 71 pour l'évaluation par l'United States Navy, désignés plus tard XR2Q-1

## Opérateurs

### Opérateurs civils
Mexique
- Aerovias Centrales
- Compañía Mexicana de Aviación

   États-Unis
- Clifford Ball Inc.
- Pacific Alaska Airways
- Pan American Airways
- Pan American-Grace Airways

### Opérateurs militaires
Canada
- Royal Canadian Air Force

   États-Unis
- United States Army Air Corps
- United States Navy